# Elektra Records
Elektra Records è stata una casa discografica attiva dal 1950; attualmente è una etichetta discografica statunitense, sussidiaria dell'Atlantic Music Group, che a sua volta è controllato dalla major Warner Music Group.

## Storia
L'Elektra è stata fondata nel 1950 da Jac Holzman e Paul Rickholt, con un investimento di 300$ da parte di entrambi. Il nome proviene dall'eroina della mitologia greca Elettra, modificato con una K da Holzman, che ha spiegato: "Le ho donato la K che mancava a me".
Il primo LP dell'etichetta è arrivato nel marzo 1950: era una collezione di brani di musica classica che non ha venduto molto. Fino agli anni sessanta si è concentrata sulla musica folk, poi ha cominciato ad aprirsi alla scena rock, guadagnando molta credibilità grazie alle firme di gruppi come i Doors.
Nel 1970 l'Elektra è stata acquistata dalla Kinney National Company  per 10 milioni di dollari; due anni dopo si è fusa con la Asylum Records formando la Elektra/Asylum, nata sotto la cupola della Warner Communications, con David Geffen nuovo presidente, il quale però ha lasciato nel 1975 per problemi di salute.
Nel 1989 il nome viene cambiato ufficialmente in Elektra Entertainment e ancora nel 1994 in Elektra Entertainment Group. Col passare degli anni, specie verso la fine del secolo, l'etichetta ha cominciato a perdere colpi e a non entrare più molto nelle chart, nonostante avesse sotto contratto molti nomi notevoli; era opinione comune che l'Elektra non fosse abbastanza abile nel promuovere le sue uscite, tanto da farle guadagnare il nomignolo dispregiativo "Neglectra".
Nel 2004, a seguito della vendita del Warner Music Group, i nuovi proprietari hanno deciso di fondere Elektra e Atlantic Records, con una preponderanza per quest'ultima, che era l'etichetta più redditizia. La nuova compagnia ha preso il nome di Atlantic Music Group, con l'Elektra che si presentava come una sua sussidiaria.
In Italia fu distribuita negli anni '60 dalla Vedettenella prima metà degli anni '70 da Dischi Ricordi, come le altre etichette Kinney/WEA, fino alla creazione nel 1975 della WEA Italiana, distribuita dalle Messaggerie Musicali. Tra gli artisti pubblicati dalla Elektra italiana Donatella Bardi e Giuni Russo.